# 문무대왕함 코로나19 집단감염
문무대왕함 코로나19 집단감염은 아프리카 해역에서 파병 중이던 청해부대 34진 문무대왕함 승조원 중 약 90%인 272명이 코로나19에 감염된 사건이다.

## 개요
2021년 7월 2일 조리병 한 명이 감기 증상으로 의무실에 입원했고 그 뒤로 다른 조리병들도 입원했다. 확진자 수가 늘자 간이 키트로 코로나 검사를 했지만 전부 음성이 나와 별다른 격리 조치나 방역 조치를 취하지 않았다.
청해부대는 감기 증상을 보인 승조원이 발생한 11일 뒤인 지난 13일 인접 국가 협조로 유증상자 6명의 샘플로 PCR 검사를 의뢰했고 이틀 후 이들 모두 확진 판정이 나왔다. 결국 기항지에 경유한 이후 2일과 10일 두차례 PCR 검사를 시행하지 않고 격리 조치 등 추가 방역 조치를 취하지 않으면서 집단감염 사태가 일파만파 커진 것으로 나타났다. 7월 19일 전체 승조원 301명에 대한 PCR 검사 결과가 보고되었는데, 전체 승무원 301명 중 82%인 247명이 집단으로 코로나19에 감염된 것으로 나타났다. 7월 20일 대한민국 귀국 후, 모든 승조원에 대해 재검사를 실시했는데, 23명이 추가로 확진되며 누적 270명, 전체의 약 90%가 감염된 것으로 나타났다.
2021년 7월 31일 병무청 사회복무연수센터와 국방어학원 등에서 격리중이었던 272명중에 완치된 265명이 격리해제 되었다.
2021년 8월 10일 모든 확진자가 완치되어 격리해제 되었다.

## 논란
의무실에선 열만 내리고 심한 증세만 없다면 완치 판정을 내고 일과로 돌려보냈다. 열이 완전히 내리지 않은 환자도 체온이 40도 가까운 환자가 하루 10명씩 쏟아지자 의무실을 비워줘야 했다. 나중엔 누가 환자이고 아닌지 구분도 안 되고 격리 기준도 무의미해졌다. 피 가래가 나올 정도로 증세가 심해 여기저기 살려달라는 사람이 속출했다. 지옥이 따로 없었다.— 문무대왕함 승조원

문무대왕함에 승선했던 승조원에 따르면 의무실에서는 심한 증상이 없으면 완치 판정을 내리고 돌려보내는 등 조치가 미흡했고 아파도 타이레놀과 테라플루와 같은 해열제로 버텼다고 한다. 심지어 간부 1명은 중증이었다.
또한 이번 대규모 집단감염 사태와 관련해 군 장병에 대한 정부의 백신 미접종 대응을 비판하는 목소리가 커졌다. 강민국 국민의힘 원내대변인은 전날 논평을 내고 “문재인 정부는 국가를 위해 위험한 환경에서 고군분투하는 청해부대 장병들에게 백신 하나 보내지 않았다"고 말했다. 그는 이어 "밀폐된 군함은 코로나19에 극도로 취약할 수밖에 없다"며 "이미 석 달 전 해군 상륙함 고준봉함에서도 확진자 30여명이 나온 전례가 있는데도 정부는 해군에 백신을 보내지 않았다"고 덧붙였다. 확진자 발생 이후에는 진해로 귀환하였다.

## 같이 보기
- 대한민국의 코로나19 범유행
- 코로나19 백신
- 청해부대
- 문무대왕함